# منشه امیر
منشه امیر (به عبری: מנשה אמיר)، با نام ایرانی منوچهر ساچمه‌چی، روزنامه‌نگار ایرانی-اسرائیلی مقیم اورشلیم است. وی مدتی سردبیری بخش فارسی سایت وزارت امور خارجه اسرائیل را به عهده داشت.

## زندگی‌نامه
امیر در خانواده‌ای یهودی در تهران زاده شد. کار روزنامه‌نگاری را از سن ۱۷ سالگی در روزنامه کیهان آغاز کرد و به مدت سه سال در آن روزنامه به سردبیری مصطفی مصباح‌زاده همکاری داشت. او که به زبان فرانسه تسلط داشت از آغاز کار ترجمه خبرهای مهم را از فرانسه بر عهده داشت. او پس از آن برای تحصیل در رشته علوم سیاسی راهی اسرائیل شد.

## فعالیت روزنامه‌نگاری

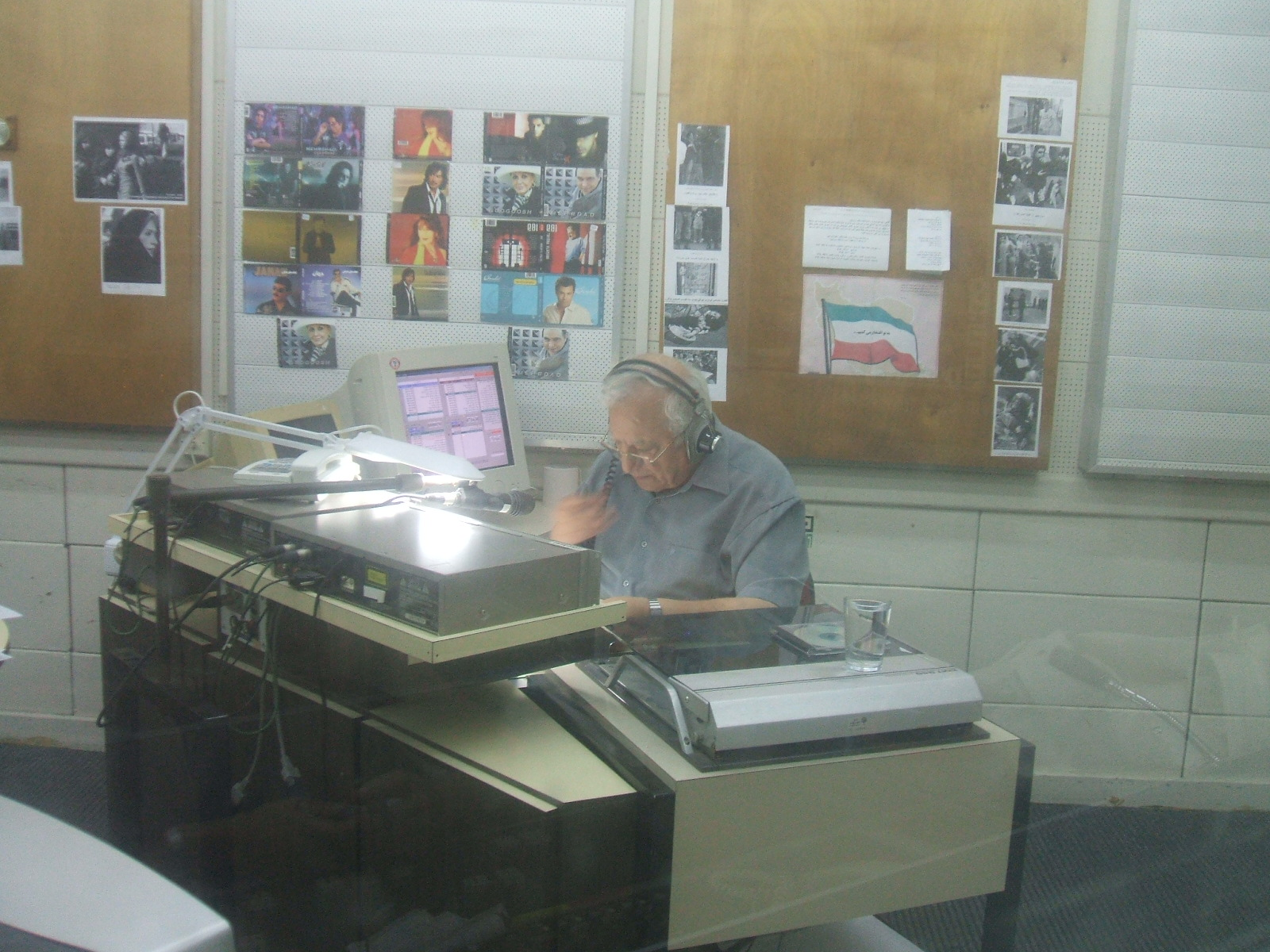
منشه امیر در حال اجرای برنامه در استودیوی بخش فارسی رادیو اسرائیل در شهر اورشلیم.

منشه امیر، پنج دهه در بخش فارسی رادیو اسرائیل فعالیت داشت و مدتی نیز مدیر بخش فارسی این رادیو بوده است. وی در دوران انقلاب ۱۳۵۷ ایران، مفسر اوضاع ایران در تلویزیون اسرائیل نیز بود. منشه امیر همچنین گردآورنده و ویراستار کتاب «یهود، ایران، اسرائیل» است که مجموعهٔ گفتگوی‌های رادیویی و نشست‌های وی با ایران‌شناس اسرائیلی ایرانی‌تبار امنون نتصر را در برمی گیرد که در سال ۲۰۱۴ در اسرائیل زیر چاپ رفت.